# Formica picea

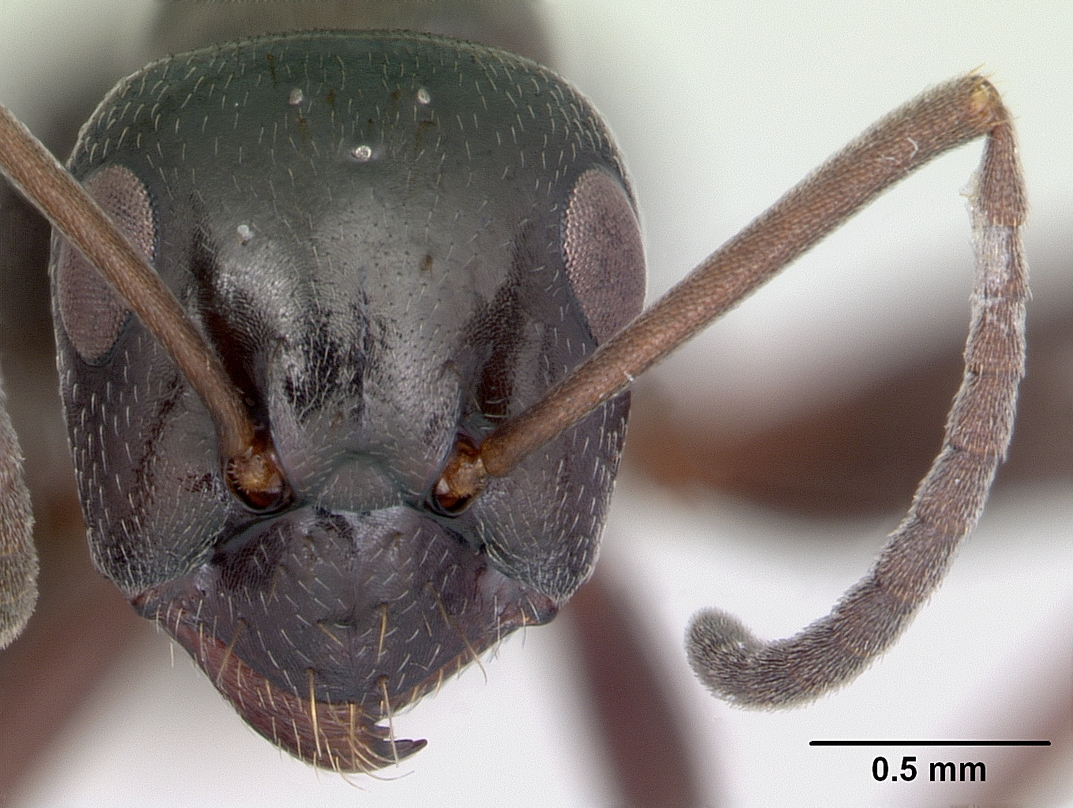
tête

Sous-genre
Espèce
Formica picea est une espèce de fourmis appartenant à la famille des Formicidae, à la sous-famille des Formicinae, au genre Formica, au sous-genre Serviformica.

## Description
Ce sont des fourmis noires, très actives, longues de 3,5 à 5,5 mm.

## Espèces proches
- Formica fusca qui en diffère par la présence de poils dressés sur le thorax ;
- Formica lemani qui présente une faible pilosité couchée sur le gastre (segments élargis de l'abdomen)[1].

## Distribution
Europe : de l'Espagne à la Turquie ; Asie : nord de l'Inde et Népal.

## Habitat
Landes tourbeuses et tourbières souvent en altitude. Faisant partie du sous-genre Formica (Serviformica), on peut la trouver utilisée comme esclave dans les nids de Formica sanguinea.

## Nutrition
Formica picea consomme de petits invertébrés mais surtout du miellat de pucerons qu'elle trouve dans les arbres (pins sylvestres, bouleaux, chênes) en Europe occidentale.

## Synonymie
Selon BioLib (15 avril 2018) :
- Formica transcaucasica Nassonov, 1889
- Formica transkaucasica Nasonov, 1889